# Анес Крджалич
Анес Крджалич (хорв. Anes Krdžalić, нар. 28 серпня 2004, Добой, Боснія і Герцеговина) — боснійський футболіст, опорний півзахисник клубу «Сараєво».

## Ігрова кар'єра

### Клубна
Анес Крджалич народився у боснійському місті Добой і займатися футболом почав в академії місцевого футбольного клубу. У 2013 році футболіст приєднався до академії хорватського «Динамо» (Загреб). Де перебував до 2023 року. Після чого став гравцем клубу «Кустошия». Та в основі цього хорватського клубу Крджалич не провів жодного матчу, а на правах оренди грав у словенській «Олімпії» з Любляни, де він дограв до кінця сезон 2022/23.
В червні 2023 року Анес повернувся до загребського «Динамо» але вже в серпні був відправлений в оренду інший клуб Загреба — «Локомотива».
В січні 2024 року Крджалич перейшов до «Сараєво», з яким підписав контракт на два з половиною роки. В травні 2025 року разом з командою футболіст став переможцем національного Кубку Боснії і Герцеговини.

### Збірна
З 2022 року Анес Крджалич виступає за молодіжну збірну Боснії і Герцеговини.

## Титули
Олімпія
 Чемпіон Словенії: 2022/23
 Переможець Кубка Словенії: 2022/23
Динамо (Загреб)
 Переможець Суперкубка Хорватії: 2023
Сараєво
 Переможець Кубка Боснії і Герцеговини: 2024/25